# Fare la scarpetta

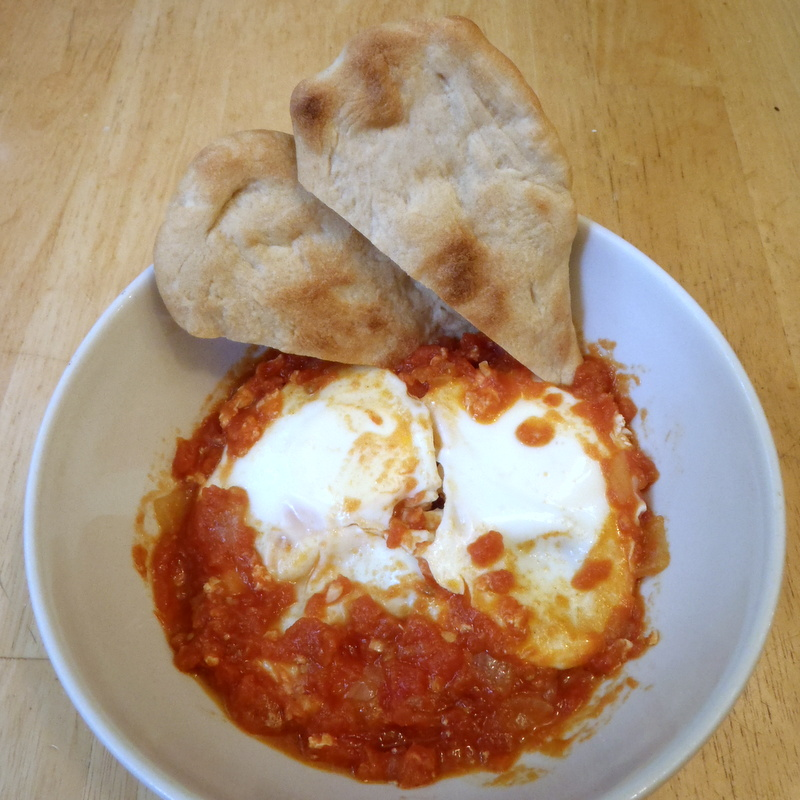
Piatto di shakshuka con pane da usare per "fare la scarpetta"

Fare la scarpetta è un modo di dire in lingua italiana che indica l'atto di pulire un piatto con un pezzo di pane tenuto fra le dita o infilzato in una forchetta.

## Etimologia e storia
Secondo alcuni, la parola "scarpetta" fa riferimento a un tipo di pasta la cui forma concava favoriva la raccolta di sugo rimasto nel piatto. Tuttavia, altri pensano che il termine, quando viene usato nel modo di dire "fare la scarpetta", sia un riferimento a una scarpa leggera e flessibile, alludente a sua volta a un'azione familiare ma poco elegante. Stando al Grande dizionario della lingua italiana, il termine "fare la scarpetta" sarebbe apparso per la prima volta nel 1987 nell'italiano scritto. In Italia, il gesto della scarpetta viene considerato da alcuni un gesto di maleducazione.